# Hrobice (Pardubicei járás)
Hrobice település Csehországban, a Pardubicei járásban. Hrobice Stéblová, Němčice, Bukovina nad Labem, Čeperka, Srch, Dříteč és Opatovice nad Labem településekkel határos. Lakosainak száma 269 fő (2024. január 1.).

## Népesség
A település lakosságának változását az alábbi diagram mutatja:
| Lakosok száma | 173  | 193  | 157  | 117  | 188  | 187  | 212  | 210  | 229  | 269  |
|               | 1869 | 1890 | 1921 | 1950 | 1980 | 2001 | 2017 | 2019 | 2022 | 2024 |